# 内田優大
内田 優大（うちだ ゆうだい、1964年12月23日 - ）は、千葉県出身のレーシングドライバー。

## プロフィール
- 身長：176cm
- 体重：72kg
- 血液型：RH+AB
- 所属：ENDLESS SPORTS[1]

## 経歴
2011年にフェラーリのサーキットプログラムで国際C級ライセンスを取得。
2014年8月にLamborghini Super Trofeo Asia シリーズにランボルギーニ・ガヤルドでレースデビュー。レース初参戦で予選7位、決勝はアマクラス4位。10月の上海戦では早くもアマクラス3位表彰台を獲得する。
11月にはNISSAN GT-R Prestige Cupにシーズン途中より参戦。同月に行われたNISMO Festival at Fiji Speedway 2014戦でレース歴3ヶ月ながら初優勝を果たす。

2015年はLamborghini Super Trofeo Asia シリーズに一人でフルエントリー。開幕戦富士戦を予選2位、決勝レースでも総合2位となり、アマクラスからプロアマクラスへとクラス変更となった。
また、NISSAN GT-R Prestige Cupにもフルエントリーする。
4月にはフェラーリ・チャレンジレース富士戦にスポット参戦。ピレリアマクラスで優勝する。

2016年はスーパー耐久シリーズにKONDO Racingよりスリーボンド日産自動車大学校GT-RでST-Xクラスにフルエントリーとなる。4月開幕戦のもてぎ5時間耐久レースでは藤井誠暢選手、平峰一貴選手と走りデビューウィンを飾る。初年度にしてシリーズチャンピオンを獲得。
また、Lamborghini Super Trofeo Asia シリーズにフルエントリー、鈴鹿戦ではシリーズは初優勝を果たす。シリーズランキング総合2位。
2016インタープロトシリーズは2戦のみスポット参戦ながらデビューレース予選でポールポジションを獲得し、決勝レースでは2位となる、シリーズランキング3位。

2017年はスーパー耐久シリーズにKONDO Racingより2年連続でスリーボンド日産自動車大学校GT-Rでフルエントリー。4月第1戦もてぎ200分レース、第2戦SUGO3時間レースで連続優勝する。その後 第5戦富士スピードウェイで3位を獲得し、シリーズランキングは2位となった。
8月20日 Lamborghini  Super Trofeo Asia 富士戦にスポット参戦し、アマクラス2位。

2018年も引き続き、スーパー耐久シリーズにKONDO Racingより3年連続でスリーボンド日産自動車大学校GT-Rで出場。第3戦富士24時間戦をチーム事情により欠場するも、シリーズランキング2位となった。特に第4戦から第6戦まで、Aドライバー予選全てでポールポジションを獲得。第4戦オートポリス戦と第6戦岡山戦では優勝した。
また、ポルシェカレラカップジャパン2018にフルエントリー。初年度ながら、異例のオーバーオールクラスからのエントリーとなった。ポルシェカレラカップはスタートがスタンディングスタート方式で、左足の神経麻痺を抱えている内田は毎戦苦しい戦いを強いられるが、シリーズランキング7位を獲得した。

2019年はスーパー耐久シリーズにエンドレススポーツよりST-ZクラスにAMG GT4で山内英輝選手、高橋翼選手と出場。開幕3連勝をするなど安定した成績で同シリーズ2度目のシリーズチャンピオンを獲得。
ポルシェカレラカップ2019にも出場したが、度重なるアクシデント等でシリーズ12位となり振るわなかった。
またフェラーリ・チャレンジ・アジア・パシフィック（APAC）シリーズ第9戦、10戦の富士戦にスポット参戦。2戦ともにポールポジション。第9戦は2位、第10戦は優勝した。

2020年はコロナ禍の中、スーパー耐久シリーズにエンドレススポーツよりST-ZクラスにAMG GT4で山内英輝選手、高橋翼選手と出場。ST-Zクラスは出場台数も増えて激戦クラスとなったが、開幕戦の富士24時間レースを2年連続で優勝し、勢いそのままに圧倒的強さで2年連続のシリーズチャンピオンとなった。
またフェラーリ・チャレンジ・アジア・パシフィック（APAC）シリーズにフル参戦の予定も世界的なコロナウィルスの影響で初戦のバーレーン戦のみ開催となり、2戦ともにポールポジション。第1戦優勝、第2戦5位、シリーズランキング1位で終了した。

2021年も引き続きスーパー耐久シリーズにエンドレススポーツよりAMG GT4でST－Zクラスに山内英輝選手、菅波冬梧選手と3年連続で出場。
2020年にも増して参戦台数16台の最激戦クラスの中、富士24時間レースで優勝するなど常に表彰台に安定して乗り続け3年連続のシリーズチャンピオンとなった。
また同年スーパーGTにも東名スポーツの360号車RUNUP RIVAUX GT-Rで56歳にしてスーパーGTデビュー。
開幕戦岡山クラッシュによりリタイヤ。第2戦富士24位。第3戦鈴鹿22位。第4戦茂木15位。
第5戦は予選14位と好位置につけラップタイムも上位に迫る平均ラップだったにもかかわらず、マシントラブルからのアクシデントで失格となり悔やまれる一戦となった。
第6戦オートポリス戦は東名スポーツのチーム事情から同チームを離れ48号車ケーズフロンティア植毛チームよりGT-Rで参戦。接触によるクラッシュで26位となり2021年のスーパーGTを終えた。

2022年は、「GTワールドチャレンジアジアジャパンカップ」と「フェラーリ・チャレンジ・アジア・パシフィック（APAC）シリーズ」にフル参戦。

GTワールドチャレンジアジアジャパンカップは第1戦から第3戦でアマクラスポールポジション獲得。

レースでは第2戦のマシントラブルリタイヤ以外は、全て表彰台に立ち、

優勝3回を記録し、GTワールドチャレンジアジアジャパンカップ初年度アマクラスシリーズチャンピオンとなった。

フェラーリ・チャレンジ・アジア・パシフィック（APAC）シリーズでは開幕の鈴鹿戦で、第1戦・第2戦共にポールトゥウィンを達成。 

第3戦・第4戦 富士戦ではマシントラブルがありながらも共に2位。

第5戦・第6戦はイタリアのムジェロサーキットで行われ、アジア勢はヨーロッパ戦と共催であったが第5戦はヨーロッパ勢を相手にクラスポールポジション。

第5戦はマシントラブルで2位。第6戦は強豪ヨーロッパ勢を相手に優勝した。

第7戦・第8戦はイタリアのイモラサーキットでヨーロッパ戦と共催の中、第7戦は2位。第8戦では、ヨーロッパ勢のプロクラスに食い込む走りで優勝した。

最終節は中東シリーズとなり第9戦、10戦はドバイのオートドロームサーキット、第11戦、12戦はアブダビのヤスマリーナサーキットで行われ4戦中3回のポールポジションと中東シリーズを怒涛の4連勝の圧倒的強さでシリーズチャンピオンを獲得した。

2023年は、フェラーリチャレンジアジア ジャパンカップにフル参戦し、フェラーリチャレンジヨーロッパ戦にスポット参戦。

ジャパンカップは全9戦中7回のポールポジションと8回優勝の圧倒的強さで2022年に続きアジアシリーズチャンピオンとなり同シリーズで３連覇を達成した。

一方ヨーロッパ戦は最高の舞台の一つであるルマン サルテサーキットで参戦し予選2位であったが決勝はアクシデントにより5位となった。

またイタリアのムジェロサーキットでの最終戦に出場し強豪ヨーロッパのドライバーを相手に2戦共に優勝を飾った。

僅か3戦のスポット参戦であったがヨーロッパシリーズ7位を獲得した。

2024年もフェラーリチャレンジ ジャパンカップに出場。2024年からフェラーリジャパンが強すぎる内田対策でスーパーGT等で活躍しているプロを毎戦スポットで送り込むことになった。

内田はプロを相手に全10戦中6回のポールポジション。優勝は7回となり前人未踏の4連覇のシリーズチャンピオンとなった。

12月にはCar GuyチームからAsian Le Mansシリーズ、セパン戦にフェラーリ296GT3で出場し第1戦を優勝した。

## レース戦績
- 2014年
  - Lamborghini  Super Trofeo Asia シリーズ (ランキング総合：7位、アマクラス：3位)
  - NISSAN GT-R Prestige Cup (ランキング：4位)
- 2015年
  - Lamborghini  Super Trofeo Asia シリーズ (シリーズランキング総合：6位、プロアマクラス：5位)
  - NISSAN GT-R Prestige Cup (シリーズランキング：2位)
  - フェラーリ・チャレンジ アジアシリーズ スポット参戦 (富士戦 優勝)
- 2016年
  - スーパー耐久シリーズ ST-Xクラス シリーズチャンピオン (優勝4回表彰台6回)
  - Lamborghini Super Trofeo Asia シリーズ (鈴鹿戦 優勝、シリーズランキング総合：2位、プロアマクラス：2位)
  - インタープロトシリーズ スポット参戦 (シリーズランキング総合：3位)
- 2017年
  - スーパー耐久シリーズ ST-Xクラス シリーズランキング：2位 (優勝2回表彰台3回)
  - Lamborghini  Super Trofeo Asia スポット参戦 (アマクラス：2位)
- 2018年
  - スーパー耐久シリーズ ST-Xクラス シリーズランキング：2位 (優勝2回表彰台4回)
  - ポルシェカレラカップ (オーバーオールクラス：7位)
- 2019年
  - スーパー耐久シリーズ ST-Zクラス シリーズチャンピオン[3] (優勝3回表彰台6回)
  - ポルシェカレラカップ (オーバーオールクラス:12位)
  - フェラーリ・チャレンジ アジアシリーズ スポット参戦 (第9戦:2位 第10戦：優勝)
- 2020年
  - スーパー耐久シリーズ ST-Zクラス シリーズチャンピオン[4] (優勝3回表彰台5回) ※第6戦は中止
  - フェラーリ・チャレンジ アジアシリーズ バーレーン戦  ランキング：1位 (第1戦ポールポジション：優勝 第2戦ポールポジション：5位) ※第3戦以降は中止
- 2021年
  - スーパー耐久シリーズST-Zクラスシリーズチャンピオン[5] (優勝1回表彰台4回)
  - スーパーGTノーポイント
- 2022年
  - GTワールドチャレンジアジアジャパンカップ アマクラス シリーズチャンピオン (優勝3回表彰台7回)
  - フェラーリチャレンジアジアパシフィックシリーズ ピレリ アマクラスシリーズチャンピオン (優勝8回表彰台9回)
- 2023年
  - フェラーリチャレンジアジアジャパンカップ ピレリクラスシリーズチャンピオン (優勝8回表彰台9回)
  - フェラーリチャレンジヨーロッパシリーズ ピレリアマクラスシリーズ7位 (優勝2回表彰台2回)
- 2024年
  - フェラーリチャレンジアジアジャパンカップ ピレリクラスシリーズチャンピオン (優勝7回表彰台9回)
  - Asian Le Mans セパン戦第1戦優勝

### SUPER GT
| 年     | チーム       | 使用車両             | クラス | 1       | 2      | 3      | 4      | 5       | 6      | 7   | 8   | 順位 | ポイント |
| ------ | ------------ | -------------------- | ------ | ------- | ------ | ------ | ------ | ------- | ------ | --- | --- | ---- | -------- |
| 2021年 | TOMEI SPORTS | 日産・GT-R NISMO GT3 | GT300  | OKA Ret | FSW 24 | SUZ 22 | TRM 15 | SUG DSQ |        |     |     | NC   | 0        |
| 2021年 | NILZZ Racing | 日産・GT-R NISMO GT3 | GT300  |         |        |        |        |         | AUT 26 | TRM | FSW | NC   | 0        |